# Heizkraftwerk Reuter

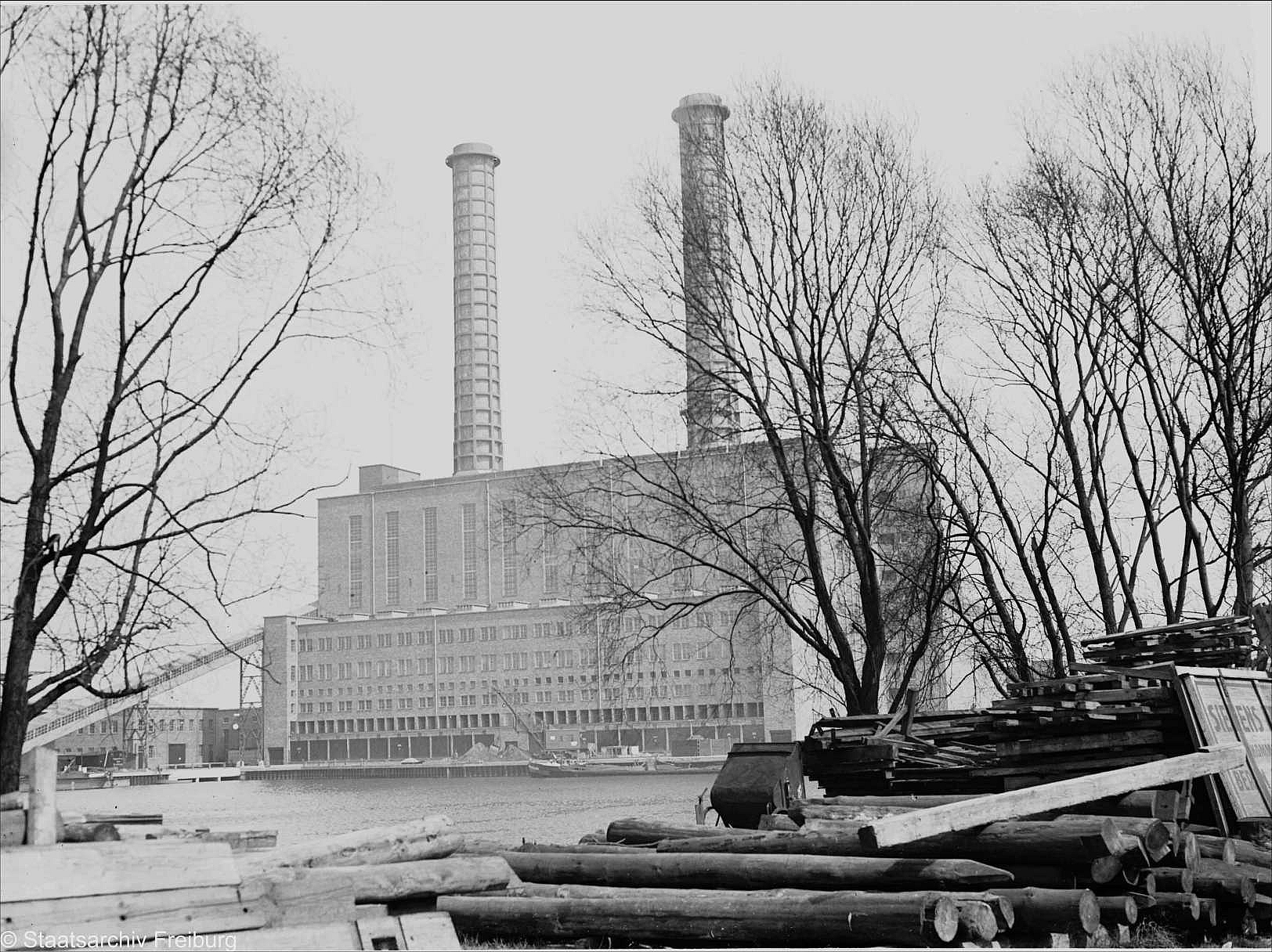
Kraftwerk West im April 1931

Das Heizkraftwerk Reuter ist ein Heizkraftwerk (HKW) im Berliner Ortsteil Siemensstadt, das 1931 unter dem Namen Kraftwerk West in Betrieb genommen wurde. Errichtet wurde das Kraftwerk als Pendant zum 1927 in Betrieb genommenen Kraftwerk Klingenberg. Die anfängliche Aufgabe des Kraftwerks West war die Elektrizitätsversorgung des Berliner Westens. Nach der Teilung Berlins wurde das Kraftwerk in mehreren Ausbaustufen zum wichtigsten Stromlieferanten West-Berlins.
1969 wurde ein zusätzlicher Block C gebaut, dabei erfolgte auch der Umbau des Kraftwerks zu einem HKW, das neben Strom auch Fernwärme erzeugte. Die Blöcke D und E sind seit ihrem Bau 1987 unter dem neuen Namen Heizkraftwerk Reuter West in Betrieb.
Beide Kraftwerke wurden von dem städtischen Energieversorger Bewag betrieben, der 1997  privatisiert wurde und zum schwedischen Energiekonzern Vattenfall kam. Seit 2024 ist der Betreiber die BEW Berliner Energie und Wärme GmbH.
Die Stromproduktion im Heizkraftwerk Reuter endete 2019 mit der Stilllegung von Block C. Die älteren Blöcke A und B sind bereits seit 2000 stillgelegt. Die meisten baulichen Anlagen sind noch erhalten.

## Aufbau der Berliner Stromversorgung
Anfang der 1920er Jahre entwickelte der Magistrat von Berlin ein Konzept zur langfristigen Sicherstellung der Stromversorgung Berlins. Zentraler Bestandteil dieses Konzeptes waren zwei Großkraftwerke an der Spree. Das Kraftwerk Klingenberg sollte die Stromversorgung des Ostens der Stadt übernehmen und das Kraftwerk West die des Westens. Zuerst wurde das Kraftwerk Klingenberg errichtet und ab 1927 erfolgte die Projektierung des Kraftwerks West. Vorgesehen waren zwei Ausbaustufen, die 1930 und 1932 den Betrieb aufnehmen sollten. Die Leistung des Kraftwerks sollte 228 MW betragen, als Energieträger sollte Kohle dienen.

## Bau des Kraftwerks
Den Auftrag der Bewag zum Bau des Kraftwerks erhielten die Siemens-Schuckertwerke. Das architektonische Konzept des neu zu errichtenden Kraftwerks geht auf Hans Hertlein, den Hausarchitekten der Siemens-Schuckertwerke, zurück. Die Gestaltung erfolgte durch seine Mitarbeiter Wilhelm Dohme und Georg Tratt im Stil der Neuen Sachlichkeit.
Für die zu erbringende Leistung wurden sechs Turbinen von je 34 MW und zwei von je 12 MW sowie acht Kessel mit einer Heizfläche von insgesamt 2.400 m² vorgesehen. Die Arbeiten begannen im April 1929. Zuerst wurde ein etwa 12.000 m² großes Hafenbecken angelegt und der Kühlwasserkanal ausgehoben. Mit dem Bodenaushub wurde das gesamte Baugelände eingeebnet.
Anfang 1930 war die erste Ausbaustufe abgeschlossen, sodass das Kraftwerk den Probebetrieb mit 126 MW – also 55 % der Leistung – aufnehmen konnte. Ein Jahr später stand diese Leistung im Dauerbetrieb zur Verfügung. Im Mai 1932 erfolgte die Fertigstellung der zweiten Ausbaustufe. Der Bau einer Anschlussbahn vom Güterbahnhof Ruhleben wurde ebenfalls im Frühjahr 1932 abgeschlossen. Ab 1933 stand das Kraftwerk West uneingeschränkt der Stromerzeugung zur Verfügung. Mit seinen 224 MW war es zu diesem Zeitpunkt nach dem Kraftwerk Klingenberg (270 MW) das zweitgrößte Kraftwerk Berlins.
Optisch dominierend waren die beiden 110 Meter hohen Stahlbeton-Schornsteine des Kraftwerks, die auf dem Dach des 46 Meter hohen Kesselhauses standen.

## Zweiter Weltkrieg, Demontage und Wiederaufbau

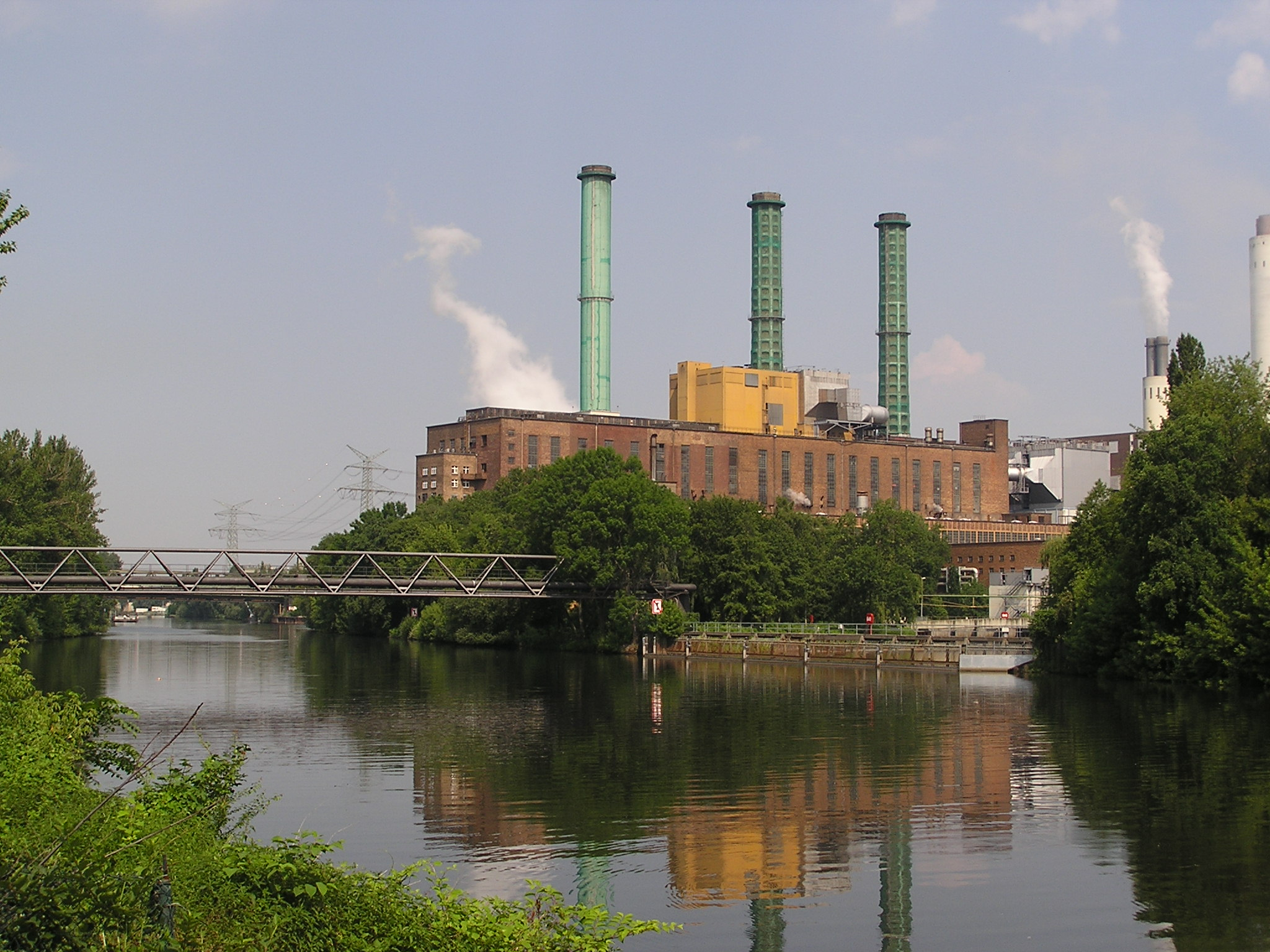
Baulicher Zustand 2007, die drei alten Schornsteine wurden 2008 abgetragen

Um den gestiegenen Energiebedarf der Rüstungsindustrie zu decken, begann die Bewag 1941 den Ausbau des Kraftwerks West auf 280 MW. Der Ausbau blieb zu Beginn des Jahres 1945 bei einem Stand von etwa 70 % stecken. Das größtenteils unbeschädigte Kraftwerk (gezielte Bombardements von Kraftwerken hatte es nicht gegeben) wurde am 26. April 1945 durch sowjetische Truppen besetzt. Ende Mai 1945 begannen die sowjetischen Militärs mit der unsachgemäßen Demontage aller wichtigen Kraftwerksteile. Am 7. Juli übernahmen die Alliierten die Kontrolle (das Kraftwerk lag nun im britischen Sektor) und konnten einen Teil der Ausrüstung vor dem Abtransport bewahren, jedoch war diese nur teilweise wieder verwendbar. Der Kraftwerksbetrieb konnte nicht wieder aufgenommen werden.
Am 1. Oktober 1945 stellte deshalb die Bewag über die britische Militärregierung einen Antrag an die Alliierte Kommandantur zum Wiederaufbau des Kraftwerks mit einer Leistung von 184 MW. Erst am 12. April 1948 erhielt die Bewag die notwendige Zustimmung, nun sogar mit der höchsten Dringlichkeitsstufe. Die Bauarbeiten begannen umgehend.

## Ausbau in West-Berlin
Noch während der Wiederaufbauarbeiten eskalierten im Juni 1948 die Konflikte zwischen den Westalliierten und der Sowjetunion in der Berlin-Blockade. Die bei den westdeutschen Zulieferfirmen produzierten Kraftwerksteile konnten nun nicht mehr geliefert werden. Die Blockade betraf aber auch die Stromlieferungen nach West-Berlin, sodass dem Aufbau einer autarken Stromversorgung West-Berlins eine hohe Priorität zukam.
Trotz der großen Bauteile und Massen erfolgte der Beschluss, die notwendigen Kraftwerksteile mit der Berliner Luftbrücke einzufliegen. Spezialisten der Siemens-Schuckertwerke kümmerten sich um eine möglichst beschädigungsarme Zerlegung der Kraftwerksteile und unter der persönlichen Mitwirkung von Lucius D. Clay wurden entsprechende Flugzeuge für den Transport ausgewählt. Ab dem 6. April 1949 wurden so in 580 Flügen 1416 Tonnen an Kraftwerksausrüstung eingeflogen. Hinzu kamen Schamottsteine, Zement und weitere Baumaterialien, die ebenfalls per Luftbrücke West-Berlin erreichten. Unter anderem dieser spektakuläre Kraftwerksbau „aus der Luft“ verdeutlichte der Sowjetunion die Aussichtslosigkeit der Berlin-Blockade. Sie wurde am 12. Mai 1949 eingestellt.
Am 1. Dezember 1949 erfolgte die Wiederinbetriebnahme des Kraftwerks West mit einer Leistung von 60 MW durch den damaligen Oberbürgermeister und Aufsichtsratsvorsitzenden der Bewag Ernst Reuter. Nach seinem Tod 1953 erhielt das Kraftwerk zu seinen Ehren den Namen Kraftwerk Reuter.
Die Leistung des Kraftwerks wurde kontinuierlich ausgebaut. Im Januar 1950 betrug sie 110 MW, 1951: 135 MW, 1952: 208 MW, 1954: 258 MW, 1955: 308 MW und 1956 schließlich 326 MW. Auch die Lagerflächen für die Kohle und die Kaianlagen für die Schiffsentladung mussten erweitert werden.

## Erweiterung als Heizkraftwerk

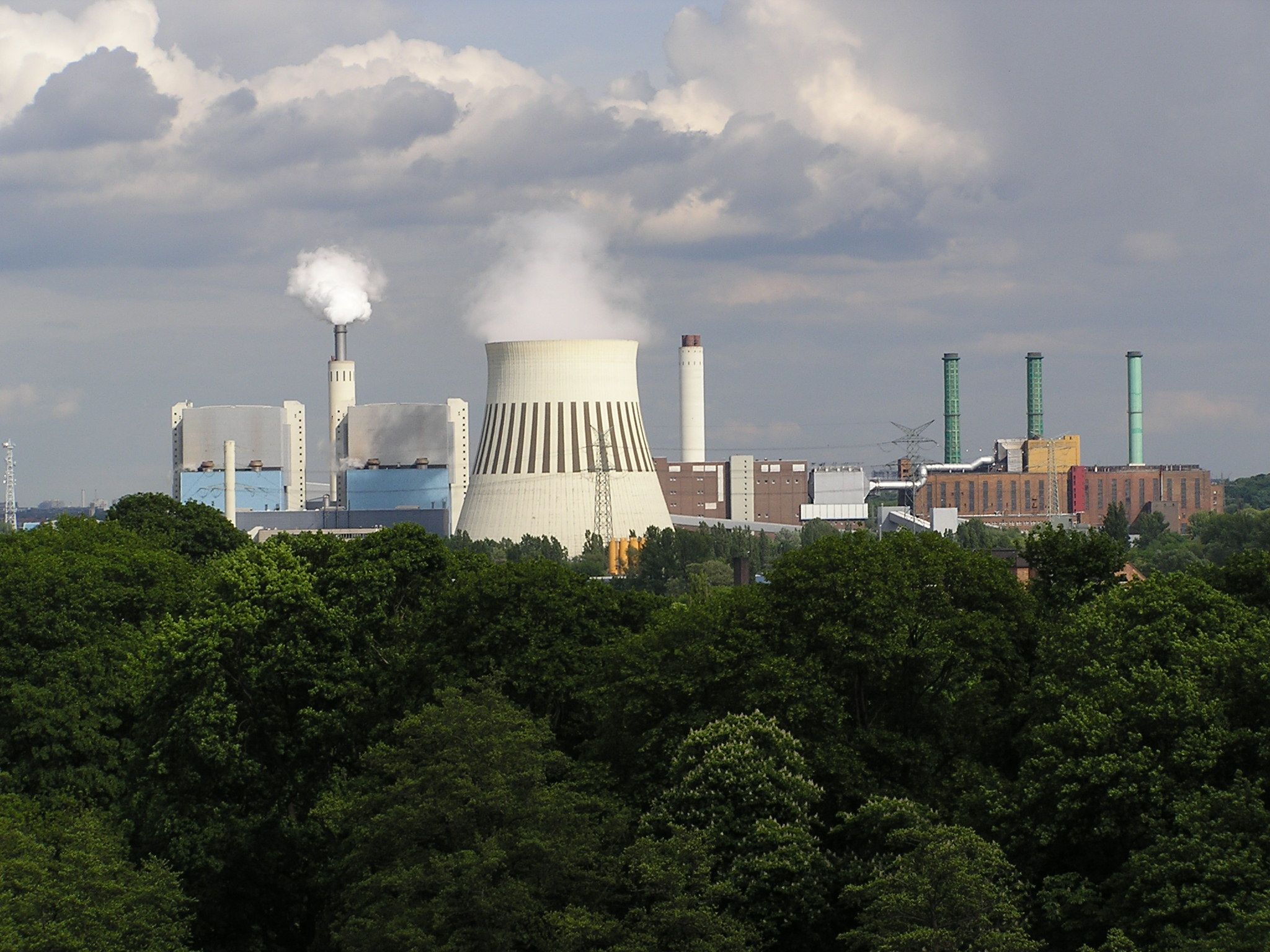
Kraftwerk Reuter (rechts) und Heizkraftwerk Reuter West (links)

Mit steigendem Energiebedarf entschloss sich die Bewag Anfang 1967, das Kraftwerk Reuter um eine Blockanlage mit 132 MW zu erweitern, den sogenannten „Block C“. Zahlreiche Gebäude wurden für diesen Block vergrößert oder neu errichtet. Auch ein dritter Schornstein und ein Kühlturmgebäude entstanden. Neben der elektrischen Leistung von 132 MW erzeugte der neue Block zusätzlich eine Wärmeleistung von 169 MW, die in das Wärmeverbundnetz Charlottenburg–Moabit eingespeist wurde. An dieses wurde das Kraftwerk mit einer 3 1⁄2 Kilometer langen Rohrtrasse angeschlossen. In der Dampferzeugung unterstützt wurde das Kraftwerk seit 1967 von der benachbarten Müllverbrennungsanlage. Am 1. Dezember 1969 ging der neue Block C in Betrieb und das Kraftwerk Reuter besaß nun eine elektrische Leistung von 440 MW. Es erzeugte somit etwa die Hälfte des in West-Berlin produzierten Stroms.
Seit 1982 errichtete die Bewag in unmittelbarer Nachbarschaft das Heizkraftwerk Reuter West. Hierfür wurden auch Teile des Geländes des Kraftwerks Reuter benötigt.
Die Maschinenteile aus den 1950er Jahren waren in den 1980er Jahren veraltet. Die Anlagen aus der Zeit von 1949 bis 1952 wurden stillgelegt und 1988 durch eine Turbomaschine mit einer elektrischen Leistung von 36 MW und einer thermischen Leistung von 100 MW ersetzt. Dieser Turbosatz wurde nun ausschließlich durch den Dampf aus der Müllverbrennungsanlage betrieben.
Die Anlagen von 1954 bis 1956 wurden schließlich 2000 für die Energieversorgung entbehrlich und stillgelegt.
Zusätzliche Baumaßnahmen am Kraftwerk Reuter zielten hauptsächlich auf eine Reduzierung der Umweltbelastung. 1986 wurde ein weiterer Kühlturm errichtet, da die zulässige Temperatur des abgeleiteten Kühlwassers von 30 auf 28 °C abgesenkt wurde. 1987 folgten Rauchgas-Entschwefelungsanlagen und ein Elektrofilter zur Entstaubung. Das Gebäudevolumen verdoppelte sich in etwa durch diese Baumaßnahmen und das Kraftwerk erhielt durch Walter Henn ein neues Erscheinungsbild. Für die Rauchgas-Entschwefelung entstand ein neuer dreizügiger Schornstein mit einer Höhe von 122,8 Metern. Nach dem Verkauf der Bewag an Vattenfall wurde 2004 für die Kraftwerke Reuter und Reuter West eine zentrale Wasseraufbereitungsanlage errichtet.
Mit dem Bau einer Rauchgas-Entschwefelungsanlage, die einen eigenen Schornstein besitzt, wurden die drei Schornsteine auf dem Kesselhaus funktionslos. Da 2008 eine statische Untersuchung eine Gefährdung der Standsicherheit der alten Schornsteine ergab, wurden diese zurückgebaut. Die Abtragung der Schornsteine wurde 2009 abgeschlossen.
In den Jahren 2009–2019 wurden zusätzlich Holzabfälle verbrannt.

## Stilllegung
Der ehemalige Betreiber Vattenfall hat den letzten aktiven Kraftwerksblock C am 1. Oktober 2019 stillgelegt.

## Power-to-Heat-Anlage
Um den Wärmebedarf auch nach der Stilllegung von Block C zu gewährleisten, begann Vattenfall im November 2017 mit dem Bau einer 120 MW starken Power-to-Heat-Anlage am benachbarten Standort Reuter-West. Die Anlage wurde am 18. September 2019 in Betrieb genommen und galt zum Zeitpunkt der Inbetriebnahme als größte Power-to-Heat-Anlage Europas.

## Schaltanlage und Leitungen
Das Heizkraftwerk Reuter speist auf der 110-kV-Hochspannungsebene in das Netz von Stromnetz Berlin ein.
Beim Kraftwerk Reuter befindet sich die älteste in SF6-Technik ausgeführte Schaltanlage in Deutschland. Von dieser gehen ein 380-kV-Erdkabel, zwei 380-kV-Freileitungen und bis November 2014 eine 110-kV-Freileitung ab.
Eine der abgehenden Freileitungen ist die 380-kV-Leitung zum Heizkraftwerk (HKW) Reuter-West. Sie besteht aus sechs Masten, die durchweg Abspannmasten sind. Der letzte Mast vor der Schaltanlage am HKW Reuter-West ist ein schornsteinähnlicher 66 Meter hoher Betonmast mit Fachwerktraversen.
Das 380-kV-Erdkabel zum Umspannwerk Berlin-Teufelsbruch und die andere 380-kV-Freileitung gehören zur 380-kV-Transversale Berlin. Die 380-kV-Freileitung besteht aus acht Masten, die allesamt Abspannmaste sind und mit Ausnahme des Endmastes die Leiterseile in zwei Ebenen tragen.
Die 110-kV-Freileitung führte bis zum November 2014 zum Kraftwerk Berlin-Moabit. Diese Leitung, die südlich des Autobahndreiecks Charlottenburg der A 100 in Höhe der Rudolf-Wissell-Brücke in ein Erdkabel überging, bestand aus 14 Masten. Von diesen 14 Masten waren zehn Maste Abspannmaste (Maste 1, 2, 4, 5, 6, 10, 11, 12, 13 und 14) und vier Tragmaste (Maste 3, 7, 8 und 9). Der Mast 5 dieser Leitung ist identisch mit dem Mast 4 der 380-kV-Transversale Berlin. Diese Leitung wurde zwischen Oktober und November 2014 komplett abgebaut.
Die 380-kV-Freileitung vom Umspannwerk Reuter zum Heizkraftwerk Reuter-West, die 380-kV-Freileitung vom Umspannwerk Reuter zum Endmast an der Stadtautobahn und die 110-kV-Freileitung vom Umspannwerk Reuter zum Endmast bei der Rudolf-Wissell-Brücke sind zusammen mit der 110-kV-Freileitung von der Werderstraße zum Umspannwerk Berlin-Teufelsbruch und der 380-kV-Leitung vom Umspannwerk Berlin-Teufelsbruch nach Wolmirstedt die einzigen Hochspannungs-Freileitungen im einstigen West-Berlin.